# Idiarthron dentatum
Idiarthron dentatum är en insektsart som beskrevs av Max Beier 1962. Idiarthron dentatum ingår i släktet Idiarthron och familjen vårtbitare. Inga underarter finns listade i Catalogue of Life.